# 普拉特基爾 (紐約州)
普拉特基爾（英語：Plattekill）是一個位於美國紐約州阿爾斯特縣的鎮。

## 人口
根據2020年美國人口普查的數據，普拉特基爾的面積為92.56平方千米，當中陸地面積為90.94平方千米，而水域面積為1.62平方千米。當地共有人口10424人，而人口密度為每平方千米113人。